# VIA C3
VIA C3 é uma família de unidades centrais de processamento x86 para computadores pessoais desenvolvido pela Centaur Technology e vendido à VIA Technologies. Os diferentes núcleos foram criados de acordo com a metodologia da Centaur Technology. É sucessor da família de processadores Cyrix III na gama de processadores da VIA.
Suas principais características são o baixo consumo de energia, baixo custo e desempenho muito abaixo dos concorrentes.

## História

### Cyrix III
Cyrix III foi o nome dado a dois diferentes processadores lançados pela VIA Technologies após a compra das empresas Centaur e Cyrix. A primeira versão do processador foi baseado no projeto "Joshua" da Cyrix, mas foi logo descontinuado.
A segunda versão se baseou no núcleo "Samuel" da Centaur, que apresentava um processo de fabricação menos complexo e consumia menos energia.

### Núcleos Samuel 2 e Ezra
O VIA Cyrix III foi renomeado para VIA C3 com a mudança para o núcleo "Samuel 2" (C5B), por não se basear nas tecnologias adquiridas da Cyrix, O acréscimo de cache L2 no núcleo melhorou o seu desempenho. Além disso, utiliza um processo de fabricação menor (150 nm), barateando o custo de produção e reduzindo o consumo de energia.
A VIA continuou a ênfase em minimizar o consumo de energia com o processo de fabricação seguinte. "Ezra" (C5C) e "Ezra-T" (C5N) foram revisões menores do núcleo "Samuel 2" com modificações ao protocolo de barramento na versão "Ezra-T" para efeito de compatibilidade com o núcleo "Tualatin" do processador Pentium III. A família C3 foi, durante anos, o processador x86 de menor consumo no mercado. Seu desempenho, por outro lado, estava abaixo de seus concorrentes devido à falta de melhorias ao projeto.

### Núcleos Nehemiah
O núcleo "Nehemiah" (C5XL) foi a primeira grande revisão dos processadores C3. À época, a VIA não revelou por completo as mudanças realizadas no processador. A empresa corrigiu diversos erros de projeto dos núcleos anteriores, incluindo compatibilidade incompleta com as instruções MMX e a velocidade inferior da unidade de processamento de ponto flutuante. O número de pipelines foi aumentado de 12 para 16, o que possibilitou um aumento na velocidade de processamento. Além disso, removeu as instruções 3DNow! em favor do SSE. O linux reconhece-o como C3-2. No entanto, ainda era baseado no soquete 370, com barramento de 133MHz.
Devido ao aumento de demanda por processadores de baixo custo e consumo por parte dos sistemas embarcados, a VIA passou a procurar esses nichos com a adição de recursos atraentes a esse segmento. Um exemplo foi o gerador de números aleatórios.
A revisão "C5P" do núcleo "Nehemiah" trouxe alguns outros avanços, incluindo um sistema de encriptação AES além de um empacotamento mais portátil.